# Primärsuccession

Primärsuccession som inträffar över tiden. Markdjupen ökar med hänsyn till ökad nedbrytning av organiskt material, och det sker en gradvis ökning av artmångfalden i ekosystemet. Märkena I-VII representerar de olika stadierna av primär succession. I-kala klippor, II-pionjärer (mossor, lavar, alger, svampar), III-ettåriga örtartade växter, IV-fleråriga örtartade växter och gräs, V-buskar, VI-skuggintoleranta träd, VII-skuggtoleranta träd.

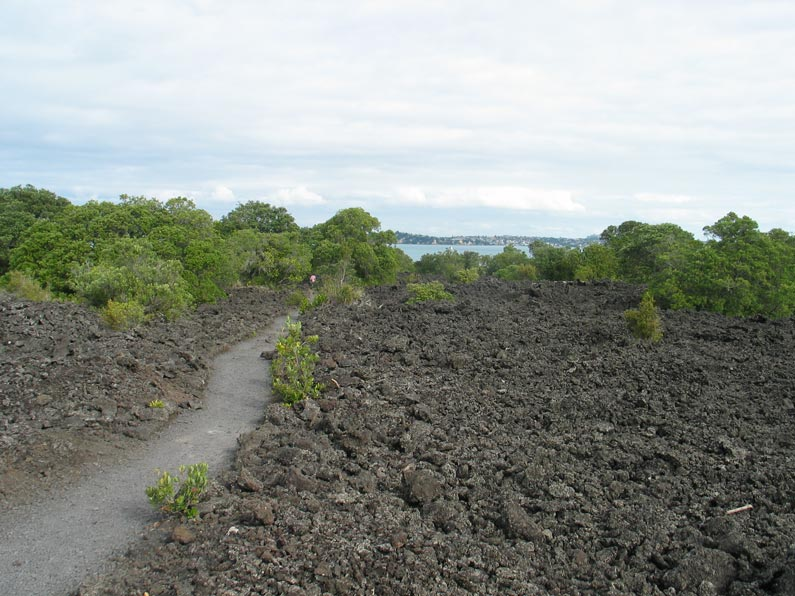
Primärsuccession på Rangitoto Island, Nya Zeeland

Primärsuccession är startsteget av ekologisk succession efter en extrem störning, som vanligtvis sker i en miljö utan växtlighet och andra organismer. Dessa miljöer saknar vanligtvis jord, eftersom störningar som lavaflöde eller retirerande glaciärer rengör miljön från näringsämnen.
Däremot sker sekundärsuccession i miljöer som tidigare stödde vegetation före en ekologisk störning. Detta inträffar när mindre störningar som översvämningar, orkaner, tornados och bränder förstör endast det lokala växtlivet och lämnar jordnäringsämnen för omedelbar etablering av mellanliggande arter.
Några exempel på situationer då primärsuccessioner inträder/har inträtt:
- När inlandsisen lämnade Norden.
- När nya vulkanöar (exempelvis Surtsey) bildas.
- När block, kobbar och skär dyker upp i samband med landhöjningen efter istiden.
- När den konstgjorda ön Pepparholm i Öresundsförbindelsen lämnades utan insådd eller plantering.

## Förekomst
I första hand börjar pionjärarter som lavar, alger och svampar samt abiotiska faktorer som vind och vatten att "normalisera" livsmiljön eller med andra ord börja utveckla mark och andra viktiga mekanismer för att större mångfald ska blomstra. Primärsuccession börjar på klippformationer, såsom vulkaner eller berg, eller på en plats utan organismer eller jord. Primärsuccession leder till förhållanden närmare optimala för tillväxt av kärlväxter, där pedogenes eller bildandet av jord, och den ökade mängden skugga är de viktigaste processerna.
Dessa pionjärlavar, alger och svampar domineras och ersätts sedan ofta av växter som är bättre anpassade till mindre tuffa förhållanden, dessa växter är kärlväxter som gräs och vissa buskar som kan leva i tunna jordar som ofta är mineralbaserade. Vatten- och näringsnivåerna ökar med mängden succession som sker.
De tidiga stadierna av primärsuccession domineras av arter med små fortplantningar (frö och sporer) som kan spridas över långa avstånd. De tidiga kolonisatörerna – ofta alger, svampar och lavar – stabiliserar substratet. Kvävetillgången är begränsad i nya jordar och kvävefixerande arter tenderar att spela en viktig roll tidigt i primärsuccessionen. Till skillnad från i primärsuccession är de arter som dominerar sekundärsuccession vanligtvis närvarande från början av processen, ofta i jordens fröbank. I vissa system är successionsvägarna ganska konsekventa och är därför lätta att förutsäga. I andra finns det många möjliga vägar. Till exempel ändrar kvävefixerande baljväxter successiva banor.
Sporer av lavar eller svampar, som är pionjärarter, sprids till en miljö av stenar. Sedan bryts stenarna ner till mindre partiklar. Organiskt material ackumuleras gradvis, vilket gynnar tillväxten av örtartade växter som gräs, ormbunkar och örter. Dessa växter förbättrar livsmiljön ytterligare genom att skapa mer organiskt material när de dör och tillhandahålla livsmiljöer för insekter och andra smådjur. Detta leder till förekomsten av större kärlväxter som buskar eller träd. Fler djur lockas då till området och ett klimaxsamhälle nås.
Artmångfalden har också ett stort inflytande på successionsstadierna, och när successionen fortskrider längre förändras artmångfalden med den. Till exempel finns det mycket mindre rikedom och jämnhet av mikroorganismer i de mycket tidiga stadierna av succession, men bakterier i slutet av successionsstadiet är mycket jämnare och rikligare. Detta stöder återigen hypotesen att eftersom fler resurser finns närvarande i senare stadier av succession, finns det tillräckligt för att stödja ett mer mångsidigt ekosystem med många olika reproduktionsstrategier. En fallstudie från 2000 tyder på att sammansättningen av växtarter är viktigare för senare på varandra följande arter än att bara ha en tidig hög växtdiversitet.

## Exempel

### Vulkanism
Ett exempel på primärsuccession äger rum efter att en vulkan har fått utbrott. Lavan rinner ut i havet och hårdnar till nytt land. Den resulterande karga marken koloniseras först av pionjärorganismer, som alger, som banar väg för senare, mindre tåliga växter, såsom lövträd, genom att underlätta pedogenesen, särskilt genom den biotiska accelerationen av väderpåverkan och tillförsel av organiskt stoft till ytans regolit. Ett exempel på detta är ön Surtsey, som är en ö som bildades 1963 efter ett vulkanutbrott under havet. Surtsey ligger utanför Islands sydkust och övervakas för att observera den pågående primärsuccession. Ett trettiotal växtarter hade etablerat sig 2008 och fler arter fortsätter att anlända, med en typisk takt av ungefär 2–5 nya arter per år.
Ett vulkanutbrott inträffade också på Mount St. Helens, med primärsuccession som började efter förstörelsen av regionens ekosystem. I Mount St. Helens primärsuccession var regionen starkt isolerad. Denna typ av händelse gör att graden av primärsuccession är ganska låg, eftersom många arter som utmärker sig i etableringen saknar förmåga att effektivt spridas in i den nya fronten. Det motsatta gäller också, eftersom arter som inte var särskilt bra på att etablera sig inte kunde överleva, även med höga spridningshastigheter. Regionen har nästan inget organiskt material att tillföra, vilket var särskilt betydelsefullt vid Mount St. Helens, eftersom dess isolerade läge förhindrade succession att ske i periferin av det förstörda området. Initialt effektiva långdistanskolonisatorer är sällsynta, eftersom de bara är verkligt effektiva efter att en initial kolonisatör har hjälpt till att förändra miljön till mer lämpliga förhållanden. Det är därför som primärsuccessionen var långsam i det förstörda områdxddet runt Mount St. Helens.

### Glaciäreträtt
Ett annat exempel äger rum på Signy Island i Antarktis södra Orkneyöarna, på grund av glaciärens reträtt. Glaciärens reträtt blir mer normalt med det varmare klimatet och lavar och mossor är de första kolonisatörerna. Studien, utförd av Favero-Longo et al. fann att mångfalden av lavarter varierar baserat på miljöförhållandena på den tidigare existerande jorden som först exponeras, och lavarnas reproduktionsmönster.

### Successionens karaktär
Genom att analysera en fallstudie i Grand Bend, Ontario, kunde en fullständig förståelse för skillnaden mellan primär- och sekundärsuccession uppnås. De två arterna, Juniperus virginiana och Quercus prinoides, reproducerar snabbt och sprider gräs som är förknippade med primärsuccession i sanddynerna på Grand Bends stränder. De klassificeras som utvalda arter r, med hög dödlighet, snabb reproduktion och en utpräglad förmåga att överleva under svåra och näringsfattiga förhållanden. Däremot leder ekologisk utveckling efter avslutad primärsuccession ofta till en tyngre vald population k, som har lägre dödlighet och långsammare reproduktionshastigheter. I Grand Bend visas detta genom följden av ek-tallskogar, och den fortsatta minskningen av r utvalda gräs. Tidsskalan är också relevant, eftersom sekundärsuccessionen av ek-tallskogar inträffar cirka 2 900 år efter de första fallen av primärsuccession, medan slutet av enbart gräsmarksdominerade dyner inträffar cirka 1 600 år efter början av primärsuccession. Detta är extremt viktigt, eftersom det visar en 1 300 år intermittent period där primärsuccession övervinns av sekundärsuccession. Denna period kännetecknas sannolikt av hög artdiversitet, en blandning av k och r utvalda arter och hög samhällsproduktivitet. Det är en väl underbyggd princip att en intermediär mellan k- och r-dominerade populationer leder till hög produktivitet och artdiversitet, medan sekundärsuccessionen efteråt leder mot klimaxsamhällen med låg artdiversitet. Under denna 1 300 års period är det troligt att resurserna växte till ett överskott, vilket minskade artmångfalden, vilket resulterade i den k dominerade ek-tallskogen.
Det är mycket svårt att avgöra exakt vilka händelser som kommer att hindra eller stödja tillväxten av en gemenskap, som visas i följande exempel. Väldigt få plantor överlever under en lång period under primärsuccession, med 1,7 procent av plantorna i en utsköljd slätt, Skeiðarársandur, i sydöstra Island som varade från 2005 till 2007. Resten ersattes av nya kolonisatörer, eftersom dödligheten för r utvalda arter som dessa är extremt hög. Detta är ett mycket viktigt fenomen att observera, eftersom även om populationsstorlekarna kan förbli konsekventa genom en regions historia, är det mycket troligt att många av de r utvalda organismerna som finns är helt nya organismer. Detta är en av många faktorer som är mycket oförutsägbara i omfattningen av ekologisk succession.